# Луїс Праїс
Луїс Праїс (ісп. Luis Prais, 24 лютого 1925, Монтевідео — 2 січня 2005) — уругвайський футболіст, що грав на позиції захисника.
Виступав за «Пеньяроль» та «Барселону», а також збірну Уругваю.

## Ігрова кар'єра
У дорослому футболі дебютував 1944 року виступами за команду «Пеньяроль», в якій провів п'ять сезонів і виграв з командою чемпіонат Уругваю у 1944 та 1945 роках.
В 1949 році перейшов до іспанської «Барселони». Під час виступів у «Барсі» під керівництвом свого співвітчизника Енріке Фернандеса він зіграв лише два офіційні матчі — у Кубку Еви Дуарте проти «Валенсії» в Мадриді, де «блаугранас» програли з рахунком 7:4 у додатковий час і у чемпіонаті 20 листопада 1949 року на «Балаїдосі» проти «Сельти» (6:4). Відтоді він грав лише в матчах у турнірі резервних команд і у 1950 році завершив ігрову кар'єру через проблеми зі здоров'ям, коли йому було лише 25 років.

## Виступи за збірну
5 січня 1946 року у матчі на Кубок Ріу-Бранку дебютував за збірну Уругваю в грі проти Бразилії (4:3). Зігравши внічию 1:1 у матчі-відповіді за 4 дні, Праїс допоміг команді виграти трофей. Згодом Праїс брав участь у чемпіонаті Південної Америки 1946 року, де Уругвай посів четверте місце. Праїс зіграв у двох матчах — проти Чилі та Бразилії, де у перерві його замінив Хосе Кахіга. Загалом зіграв за збірну 5 ігор.

## Тренерська діяльність
У 1980 році він недовго працював тренером у «Пеньяролі».
Помер 2 січня 2005 року на 80-му році життя.

## Титули і досягнення
- Чемпіон Уругваю (2):

«Пеньяроль»: 1944, 1945